# Longridge
Longridge è una cittadina di 8.000 abitanti del Lancashire, in Inghilterra.